# 요한 10세 (안티오키아 그리스 정교회)

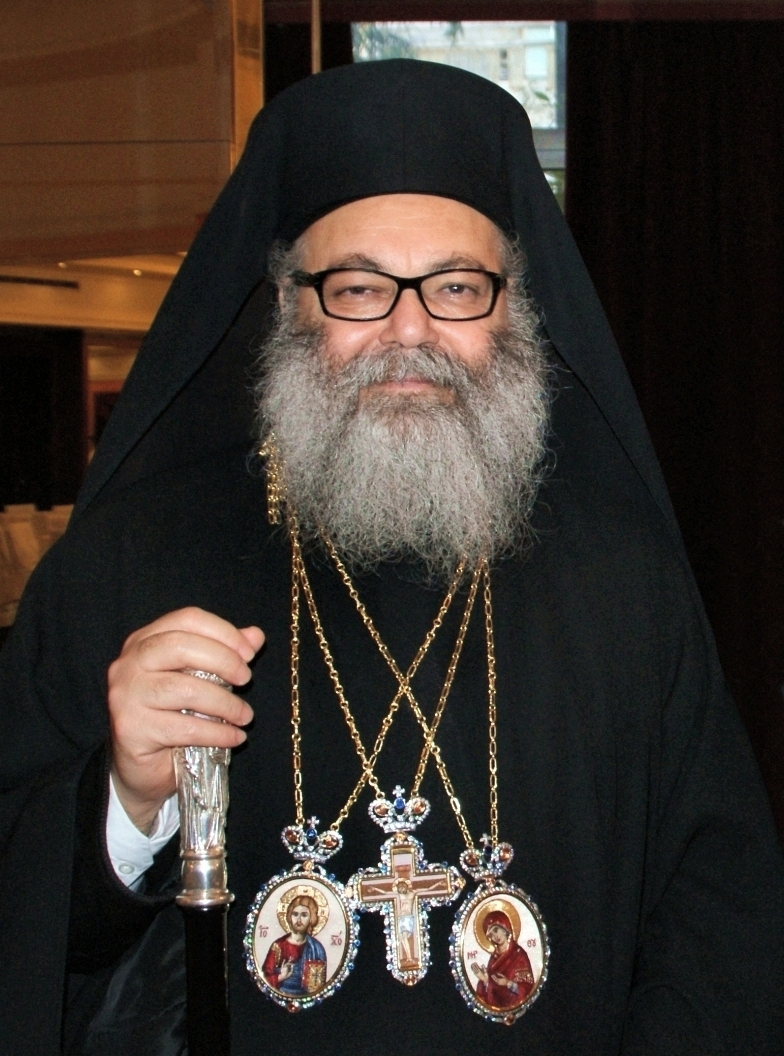

요한 10세(1955년~ )은 안티오키아 그리스 정교회의 총대주교이다.
| 전임 이그나티우스 4세 | 요한 10세 2013년 - |  |